# Hapalomys delacouri
Hapalomys delacouri es una especie de roedor de la familia Muridae.

## Distribución geográfica
Se encuentra en el sur de China, norte de Laos y mitad norte de Vietnam. 

## Estado de conservación
Se encuentra amenazada de extinción por la pérdida de su hábitat natural.